# Lookback-Option
Eine Lookback-Option ist eine exotische Option, bei der der Basispreis erst bei Ausübung festgelegt wird.
Der Basispreis ergibt sich dabei als der (aus Sicht des Optionskäufers) beste Preis, den der Basiswert während der Optionslaufzeit erreicht hat. Im Fall einer Kaufoption ist das der niedrigste Preis, bei einer Verkaufsoption der höchste.
Bei Fälligkeit erhält der Käufer der Option die Differenz zwischen dem Marktpreis des Basiswertes zum Zeitpunkt der Fälligkeit und dem nun festgelegten Basispreis. Diese Differenz ist im schlechtesten Fall Null (wenn das Optimum des Kurses des Basiswertes am Fälligkeitstag erreicht wurde) und ist ansonsten positiv. Die Option kann daher nie „aus dem Geld“ sein.
Bei einer Lookback-Option sind die Risiken des Optionskäufers gering und seine Chancen sehr hoch, weshalb die Optionsprämie hoch ausfällt.
Als Variante wird angeboten, dass der Käufer der Option bei Fälligkeit die Differenz zwischen einem am Anfang festgelegten Basispreis und dem besten Preis, den der Basiswert während der Optionslaufzeit erreicht hat, erhält. Diese Variante wird englisch als „fixed-strike“ bezeichnet, während die Bezeichnung der eingangs geschilderten Variante „floated-strike“ ist.